# Lamonzie-Montastruc
Lamonzie-Montastruc – miejscowość i gmina we Francji, w regionie Nowa Akwitania, w departamencie Dordogne.
Według danych na rok 1990 gminę zamieszkiwało 539 osób, a gęstość zaludnienia wynosiła 26 osób/km² (wśród 2290 gmin Akwitanii Lamonzie-Montastruc plasuje się na 684. miejscu pod względem liczby ludności, natomiast pod względem powierzchni na miejscu 502.).